# Fumarsäuredimethylester
Fumarsäuredimethylester, auch Dimethylfumarat, ist der Diester der Fumarsäure mit dem Alkohol Methanol. Dieser und andere Ester der Fumarsäure werden als Arzneistoffe zur Behandlung der Multiplen Sklerose und der Psoriasis eingesetzt. Dimethylfumarat werden immunmodulatorische und antioxidative Eigenschaften zugeschrieben.
In einer nicht-medizinischen Verwendung wird Dimethylfumarat als Biozid zur Behandlung von Kleidung, Schuhen und Möbeln gegen Schimmelpilzbefall eingesetzt. Seit dem 1. Mai 2009 gilt in der gesamten EU allerdings ein Verwendungsverbot als Biozid wegen gehäufter Auslösung allergischer Reaktionen.

## Eigenschaften
Dimethylfumarat ist ein weißes, nahezu geruchloses, kristallines Pulver, das löslich in Aceton, wenig löslich in Ether, schwer löslich in Ethanol und praktisch unlöslich in Wasser (1,6 g·l−1 bei 20 °C) ist. Eine Suspension von 10 g des Esters in einem Liter Wasser zeigt mit einem pH-Wert von 4–6 schwach saure Eigenschaften. In Wasser und im menschlichen Organismus hydrolysiert Fumarsäuredimethylester rasch zum Fumarsäuremonomethylester; die Halbwertszeit beträgt etwa 10 Minuten.

## Wirkmechanismus
Die immunmodulatorischen und antioxidativen Effekte von Dimethylfumarat scheinen durch Interaktion mit dem intrazellulären Thiol-System vermittelt zu werden. Nachgeschaltet kommt es zur Induktion des entzündungshemmenden Proteins HO-1 und zur Beeinflussung entzündungsfördernder Mediatoren wie Tumornekrosefaktor und Interleukin-8.
Zudem scheint Dimethylfumarat vor allem bei Nervenzellen und Herzmuskelzellen antioxidativ zu wirken.

Strukturformel des aktiven Metaboliten Fumarsäuremonomethylester

Bei multipler Sklerose (MS) will man mit Dimethylfumarat den Nrf2-Signalweg aktivieren, um immunmodulatorisch und entzündungshemmend zu wirken. Zudem werden antioxidative Gene hochreguliert. Der „Nuclear Factor (Erythroid-Derived 2)-Related Factor 2“ (Nrf2) ist ein Transkriptionsfaktor, der bei Aktivierung zur Transkription von Genen führt, die unter anderem für antiinflammatorisch und antioxidativ wirksame Genprodukte kodieren. Der Nrf2-Signalweg ist das Hauptabwehrsystem in Zellen, womit diese auf Entzündungen und oxidativen Stress reagieren, um deren schädliche Effekte abzuwenden. Bei MS scheint der Nrf2-Signalweg eine erhöhte Aktivität zu besitzen, die in aktiven MS-Läsionen auffällt. Jedoch kann das endogene Abwehrsystem oxidativen Stress in MS-Läsionen scheinbar nur ungenügend abwehren. Die Stärkung des Abwehrsystems durch Arzneimittel gilt daher als Ansatz einer MS-Therapie. Dimethylfumarat ist bisher der einzige in klinischen Studien geprüfte Wirkstoff gegen MS, für den man annimmt, dass er den Nrf2-Signalweg aktiviert, obwohl – im Oktober 2014 – noch nicht alle Aspekte der Langzeitanwendung bekannt sind.

## Medizinische Verwendung

### Multiple Sklerose
Dimethylfumarat hat das Potenzial, einige chronisch-entzündliche immunvermittelte Krankheiten günstig zu beeinflussen. Deutschen Neurologen und Dermatologen fiel 2006 zufällig auf, dass zwei Patienten, die zugleich an Multipler Sklerose (MS) und Psoriasis litten, unter oraler Dimethylfumarat-Therapie für die Psoriasis einen deutlich stabileren Verlauf der MS zeigten.
Zwei klinische Phase-3-Studien (DEFINE- und CONFIRM-Studie) zeigten 2012, dass oral aufgenommenes Dimethylfumarat (als oral BG-12 bezeichnet) die Rückfallrate bei Multipler Sklerose deutlich reduzierte (53 % Schubratenreduktion vs. Placebo; 38 % Reduktion des Risikos einer Behinderungsprogession vs. Placebo) und ebenso wirksam war wie Glatiramer.
Dimethylfumarat ist unter dem Handelsnamen Tecfidera, Hersteller Biogen in den USA und in Europa zur oralen Behandlung (Einnahme) der schubförmig remittierenden MS zugelassen.
Der Ausschuss für Humanarzneimittel der Europäischen Arzneimittel-Agentur (EMA) stufte im November 2013 Tecfidera als „neuartige“ Arznei (new active substance) ein, wodurch das Fumarsäure-Medikament für zehn Jahre vor Nachahmer-Versionen geschützt ist.

#### Nebenwirkungen
Weltweit erhalten laut Herstellerangaben etwa 340.000 Patienten Tecfidera (Stand Juli 2018). Seit dessen Einführung empfiehlt das krankheitsbezogene Kompetenznetz Multiple Sklerose (KKNMS) im ersten Behandlungsjahr die Bestimmung der Leukozyten- und Lymphozytenzahl im Blut alle sechs bis acht Wochen, um eine progressive multifokale Leukenzephalopathie (PML) zu vermeiden. Werden Leukopenien unter 3000/µl und Lymphopenien unter 500/µl festgestellt, ist die Medikation auszusetzen.
Anlass der erneuten dringlichen Empfehlung ist der Tod einer MS-Patientin, die 4,5 Jahre lang Dimethylfumarat erhielt und sich eine 3,5 Jahre lang anhaltende Lymphopenie zuzog, ohne dass Risikofaktoren wie eine Vortherapie mit Natalizumab, Fingolimod, Immunsuppressiva oder eine HIV-Infektion vorlagen.

#### Frühe Nutzenbewertung
Das IQWiG kam 2014 in der frühen Nutzenbewertung nach § 35a SGB V zu dem Schluss, dass ein Zusatznutzen des Wirkstoffs im Vergleich zu Interferon beta-1a in der Behandlung Erwachsener mit schubförmig-remittierender Multipler Sklerose (RRMS) mangels geeigneter Studiendaten nicht belegt sei. Der Gemeinsame Bundesausschuss schloss sich dieser Einschätzung an.

### Psoriasis
Fumarsäuredimethylester wirken immunmodulatorisch (antientzündlich) und sind die Antipsoriatika mit der längsten Erfahrung im Einsatz (nämlich seit 1959). Dadurch, dass die Entzündung zurückgeht, gehen auch die Schuppen zurück. Eine Mischung aus Dimethylfumarat und Monoethylfumarat (Ethylhydrogenfumarat) wird in Deutschland seit den 1990er Jahren zur Behandlung der Psoriasis eingesetzt (Handelsname Fumaderm), nachdem der Biochemiker Walter Schweckendiek 1959 erstmals Dimethylfumarat im Selbstversuch getestet hatte. Biologisch aktiv ist vermutlich der Fumarsäuremonomethylester.
Die Substanz zeigt wenig unerwünschte Wechselwirkungen mit anderen Medikamenten, die S3-Leitlinie der Arbeitsgemeinschaft der Wissenschaftlichen Medizinischen Fachgesellschaften (AWMF) empfiehlt aber, zusammen mit Fumarsäureestern keine  Arzneimittel mit einem bekannten nephrotoxischen Potential einzusetzen.
Fumarsäureester sind in Deutschland die zur Behandlung der Psoriasis am häufigsten verwendeten systemisch wirkenden Substanzen. Eine neue, nur auf Dimethylfumarat basierende Formulierung mit kontrollierter Freisetzung des Wirkstoffes ist seit dem 1. Oktober 2017 in Deutschland unter dem Namen Skilarence als Fertigarzneimittel zur Behandlung der Psoriasis auf dem Markt.

#### Frühe Nutzenbewertung
In einer weiteren frühen Nutzenbewertung nach § 35a SGB V hat das IQWiG 2018 untersucht, ob Fumarsäuredimethylester Erwachsenen mit mittelschwerer bis schwerer Psoriasis vulgaris, die eine systemische Arzneimitteltherapie benötigen, einen Zusatznutzen gegenüber der zweckmäßigen Vergleichstherapie bietet. Personen, die auf andere systemische Therapien nur unzureichend ansprechen oder bei denen eine Kontraindikation oder Unverträglichkeit gegenüber solchen Therapien vorliegt, wurden dabei gesondert betrachtet. Weder für sie noch für die übrigen Patientinnen und Patienten ist demnach ein Zusatznutzen von Fumarsäuredimethylester belegt. Der Gemeinsame Bundesausschuss schloss sich dem Bewertungsergebnis an.

### Weitere Indikationen
Auch andere chronische Haut- und Autoimmunerkrankungen, so zum Beispiel Necrobiosis lipoidica, Granuloma anulare, Sarkoidose und Morbus Crohn, sprechen auf Dimethylfumarat an.

## Sicherheitshinweise
Dimethylfumarat ist nicht nur ein potentes Kontaktallergen, sondern wird über die Haut auch gut resorbiert. Es erwies sich im Tierversuch mit Kaninchen und Ratten als mäßig toxisch (LD50 2.240 mg·kg−1 bei Ratten oral, aber bereits 1.250 mg·kg−1 bei Kaninchen dermal). Akut werden beim Menschen Augen, Atemwege und Haut gereizt; auch eine stark hautsensibilisierende Wirkung wurde beobachtet. Häufigste unerwünschte Sofort-Symptome sind kurzzeitiges Flush und Durchfall. Bei chronischer Aufnahme, etwa bei der Psoriasisbehandlung, kommt es bei etwa der Hälfte der Patienten zu Veränderungen des weißen Blutbilds in Form einer Lymphopenie, bei ca. 11 % zur Leukopenie, und immerhin etwa 3 % der Behandelten entwickeln schwerere Formen von Lymphopenie, die während der Behandlung auch wiederholt auftreten oder dauerhaft verlaufen können. Beobachtet werden auch Verschlechterungen der Nierenfunktion und von Leberwerten. Daher sind regelmäßige Kontrollen von Nieren-, Leber- und Blutbild-Parametern notwendig, notfalls ist die Dosis zu reduzieren oder das Medikament abzusetzen.

## Nicht-medizinische Verwendung
Dimethylfumarat ist ein Biozid, das gegen Schimmelpilze wirkt. Es kann beispielsweise zum Schutz von Ledermöbeln oder Schuhen eingesetzt werden. Auf Grund von gehäufter Auslösung allergischer Reaktionen ist der Einsatz von Dimethylfumarat jedoch seit 1998 für in der Europäischen Union hergestellte, seit dem 1. Mai 2009 auch für importierte Produkte verboten.